# Jefferson Cepeda
Jefferson Alveiro Cepeda Hernández, nascido em 2 de março de 1996, é um ciclista equatoriano, membro da equipa Caja Rural-Seguros RGA.

## Biografia
Um dos seus primos, Alexander Cepeda, é também corredor ciclista.

## Palmarés
- 2016
  - 5. ª etapa da Volta ao Rio Grande do Sul
- 2017
  -  Campeão do Equador do contrarrelógio esperanças[3]
  - 7. ª etapa da Volta à Guatemala
- 2018
  -  Medalha de ouro da corrida em linha nos Jogos Sul-Americanos
  -  Campeão do Equador do contrarrelógio
  -  Campeão do Equador em estrada
  - 3.º do Memorial Santisteban
  - 3.º da Volta a Cantábria
- 2019
  -  Campeão Pan-Americano em estrada
  - Volta a Navarra :
    - Classificação geral
      - 5. ª etapa

  - 2. ª etapa da Volta a Salamanca
  - San Martín Proba
  - 2.º da Volta a Salamanca
  - 2.º do Prêmio San Pedro
  - 2.º do Prêmio Nossa Senhora de Ouro
  -  Medalha de bronze do campeonato Pan-Americano em estrada esperanças

## Classificações mundiais
| Ano              | 2016   | 2017  | 2018 |
| UCI America Tour | 271.º. | 262.º | 48.º |